# Pedro Casablanc
Pedro Manuel Ortiz Domínguez (Casablanca, Marruecos, 17 de abril de 1963), conocido por su seudónimo Pedro Casablanc, es un actor de cine, teatro y televisión, director y actor de doblaje español. Entre otros galardones, tiene el Premio Unión de Actores (1998), Premio Ondas (2016), Premio Sant Jordi (2016) y Premio Talía (2024). 

## Biografía
Nació en la ciudad de Casablanca, Marruecos, el 17 de abril de 1963. Se licenció en Bellas Artes en la Universidad de Sevilla. Fue en la capital hispalense donde comenzó su carrera de actor, actuando en la compañía Teatro de la Jácara y en el Centro Andaluz de Teatro CAT, en montajes dirigidos por los directores Miguel Narros o George Tabori entre otros.
Llegó a Madrid en el año 1991, donde entró a formar parte del elenco del Teatro de La Abadía, donde trabajó durante cuatro años, dirigido por José Luis Gómez. Gracias a su actuación en la obra El señor Puntila y su criado Matti ganó el premio al mejor actor secundario de teatro, otorgado por la Unión de Actores de Madrid. Tras recibir este galardón, comenzó a interpretar importantes personajes del teatro en obras como La gaviota, Casa de muñecas, Antígona, Últimas palabras de Copito de Nieve, Marat/Sade y El rey Lear.

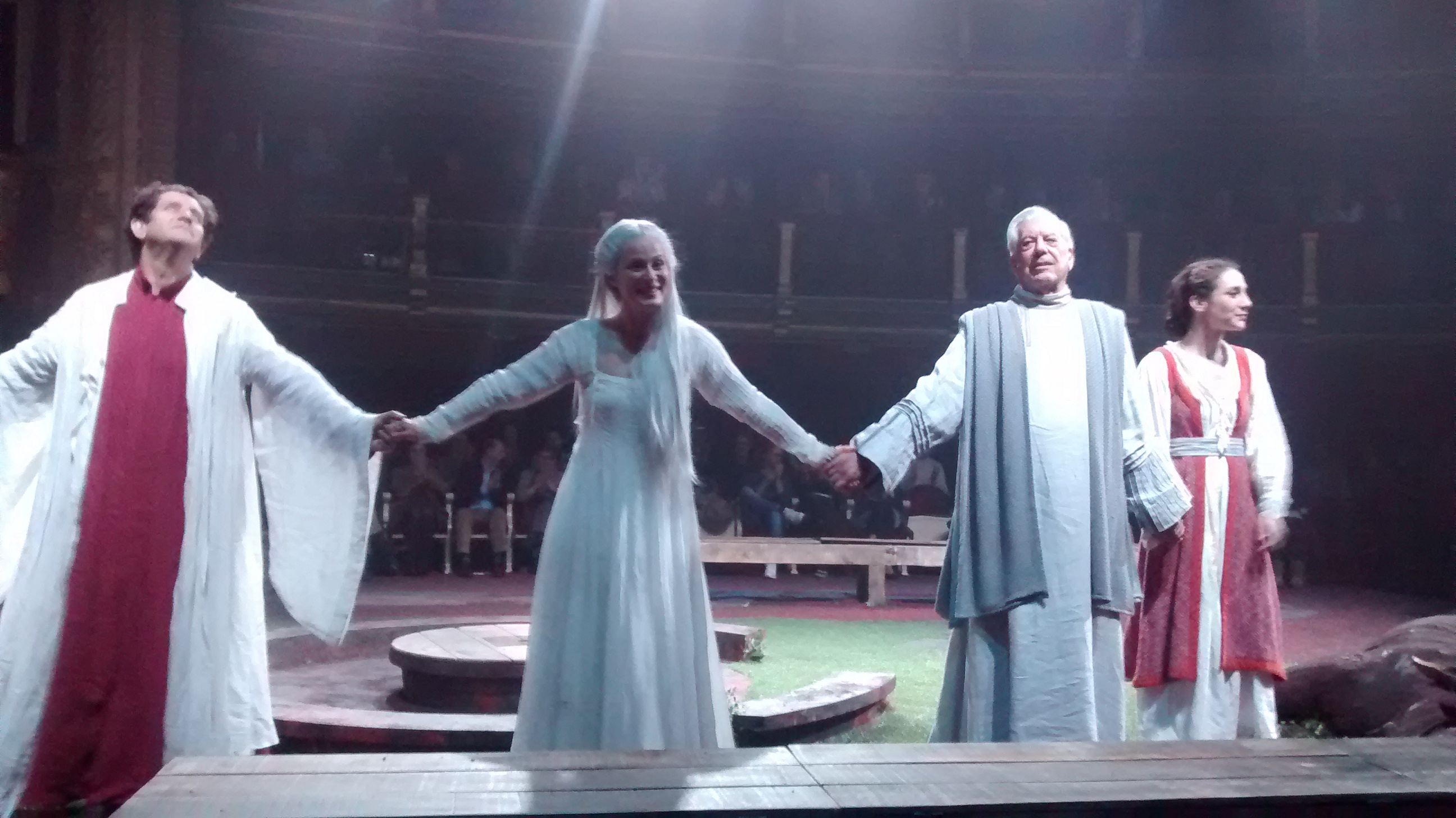
Pedro Casablanc en la adaptación de teatral Los cuentos de la peste, de Mario Vargas Llosa, junto al escritor hispanoperuano y Aitana Sánchez-Gijón, estrenada en el Teatro Español de Madrid (2015)

En cuanto a su carrera en el cine, ha trabajado con directores como Steven Soderbergh en Guerrilla, Jean-Jacques Annaud en Sa majesté Minor, Imanol Uribe en Días contados y Extraños, y Fernando Colomo entre otros, además de ser protagonista en varios cortometrajes.
Ha intervenido en numerosas series de televisión españolas desde principios de los años 90. En este medio han destacado sus papeles en Policías, en el corazón de la calle, donde interpretó el personaje del Ruso, Motivos personales con el papel antagonista de Pablo Acosta, El pantano, RIS Científica, Hospital Central o Isabel interpretando al ambicioso arzobispo Carrillo, entre otras. Por sus brillantes actuaciones, ha conseguido diversos premios y nominaciones de la Unión de Actores, sobre todo como mejor actor secundario de televisión

## Papeles

### Cine

#### Largometrajes
| Año  | Título                                   | Personaje                          | Dirección                 |
| ---- | ---------------------------------------- | ---------------------------------- | ------------------------- |
| 2023 | Hereje                                   | Ay                                 | Ignacio Oliva             |
| 2023 | El Laberinto                             | Goering / Benjamin                 | Ignacio Oliva             |
| 2023 | Saben aquell                             | Vicente                            | David Trueba              |
| 2022 | Cortafuegos                              | Gurpegui                           | Néstor F. Dennis          |
| 2022 | La jefa                                  | Julio                              | Fran Torres               |
| 2022 | El universo de Óliver                    | Gabriel                            | Alexis Morante            |
| 2022 | Polar                                    | Moby Dick                          | Alberto Palma             |
| 2022 | Centauro                                 | Comisario García                   | Daniel Calparsoro         |
| 2022 | El frío que quema                        | Serafí                             | Santi Trullenque          |
| 2022 | Sin ti no puedo                          | Ángel                              | Chus Gutiérrez            |
| 2021 | Mamá o papá                              | Jefe Víctor                        | Dani de la Orden          |
| 2021 | El arma del engaño                       | Dr. Del Torno                      | John Madden               |
| 2021 | Josefina                                 | Emilio                             | Javier Marco              |
| 2021 | Madres paralelas                         | Padre de Ana (voz)                 | Pedro Almodóvar           |
| 2021 | La casa del caracol                      | Sargento Mauri                     | Macarena Astorga          |
| 2021 | Libertad                                 | Anastasio                          | Enrique Urbizu            |
| 2020 | Nieva en Benidorm                        | Esteban Campos                     | Isabel Coixet             |
| 2020 | Explota Explota                          | Celedonio                          | Nacho Álvarez             |
| 2020 | Ofrenda a la tormenta                    | Comisario General de Pamplona      | Fernando González Molina  |
| 2020 | Invisibles                               | Félix                              | Gracia Querejeta          |
| 2019 | Legado en los huesos                     | Comisario General de Pamplona      | Fernando González Molina  |
| 2019 | Dirección única                          | Walter Benjamin                    | Ignacio Oliva             |
| 2019 | El crack cero                            | Don Ricardo                        | José Luis Garci           |
| 2019 | Dolor y gloria                           | Doctor Galindo                     | Pedro Almodóvar           |
| 2019 | Lo dejo cuando quiera                    | Don Alfredo Merino                 | Carlos Therón             |
| 2019 | El silencio de la ciudad blanca          | Óptico                             | Daniel Calparsoro         |
| 2019 | Una vida entre dos aguas                 | Padre                              | Jesús Ponce               |
| 2018 | Alegría, tristeza                        | Doctor Durán                       | Ibon Comenzaba            |
| 2018 | Superlópez                               | Padre de Superlopez                | Javier Ruiz Caldera       |
| 2018 | Perdida                                  | Egipcio                            | Alejandro Montiel         |
| 2018 | Tierras solares                          | Narrador                           | Laura Hojman              |
| 2018 | Viaje al cuarto de una madre             | Miguel                             | Celia Rico Clavellino     |
| 2018 | Through a Boy's Eyes                     | Paco                               | Venci Kostov              |
| 2018 | Los habitantes de la casa deshabitada    | Víctor                             | Marisa Paniagua           |
| 2017 | Bajo la rosa                             | Oliver Castro                      | Josué Ramos               |
| 2017 | El último Akhenatón: Hereje              | Ay                                 | Ignacio Oliva             |
| 2017 | El guardián invisible                    | Comisario General de Pamplona      | Fernando González Molina  |
| 2017 | La vida                                  | Clotaldo                           | Calderón de la Barca      |
| 2017 | Thi Mai, rumbo a Vietnam                 | Javier                             | Patricia Ferreira         |
| 2017 | Despido procedente                       | Presidente Telecom España          | Lucas Figueroa            |
| 2016 | 1898: Los últimos de Filipinas           | Teniente coronel Cristóbal Aguilar | Alejandro Hernández       |
| 2016 | El hombre de las mil caras               | Abogado                            | Alberto Rodríguez Librero |
| 2016 | 22 ángeles                               | Doctor Balmis                      | Miguel Bardem             |
| 2015 | Truman                                   | Médico                             | Cesc Gay y Tomàs Aragay   |
| 2015 | B, la película                           | Luis Bárcenas                      | David Ilundain            |
| 2015 | Sicarivs: La noche y el silencio         | Hombre fumador                     | Javier Muñoz              |
| 2014 | Prim, el asesinato de la calle del Turco | Solís                              | Miguel Bardem             |
| 2013 | Un ramo de cactus                        | Alfonso                            | Pablo Llorca              |
| 2013 | Love Unlimited                           | Diego                              | Alejandro Ochoa           |
| 2013 | Viral                                    | David                              | Lucas Figueroa            |
| 2013 | La rueda                                 | Torres                             | Álvaro de Armiñán         |
| 2011 | 23-F: la película                        | Eduardo Fuentes                    | Chema de la Peña          |
| 2011 | El mundo que fue y que es                | Raúl Bolívar                       | Pablo Llorca              |
| 2009 | 7 minutos                                | José Ramón                         | Daniela Féjerman          |
| 2009 | Hienas                                   | Doctor                             | Norberto Ramos del Val    |
| 2009 | 7 minutos                                | José Ramón                         | Daniela Fejerman          |
| 2008 | Manolete                                 | General                            | Menno Meyjes              |
| 2008 | Che: Guerrilla                           | Coronel Joaquín Zenteno            | Steven Soderbergh         |
| 2007 | Sa majesté Minor                         | Kryton (arquitecto)                | Jean-Jacques Annaud       |
| 2007 | Uno de los dos no puede estar equivocado | Cruz                               | Pablo Llorca              |
| 2007 | El trato                                 | Agente Fuentes                     | Bryan Goeres              |
| 2007 | Masala                                   | Vagabundo                          | Salvador Calvo            |
| 2005 | Los recuerdos de Alicia                  | Juan                               | Manuel Estudillo          |
| 2005 | Diario de un skin                        | Luis Blanco                        | Jacobo Rispa              |
| 2003 | Terror Global                            | Vendedor de Armas                  | Bryan Goeres              |
| 2002 | San Antonio de Padua                     | Francesco                          | Umberto Marino            |
| 2001 | No te fallaré                            | Ruso                               | Manuel Ríos San Martín    |
| 2001 | La espalda de Dios                       | Raúl                               | Pablo Llorca              |
| 1999 | Extraños                                 | Castro                             | Imanol Uribe              |
| 1998 | Los años bárbaros                        | Guardia Civil                      | Fernando Colomo           |
| 1998 | Don Juan, de Molière                     | Lucas                              | Jacques Weber             |
| 1997 | Eso                                      | Vendedor                           | Fernando Colomo           |
| 1994 | Días contados                            | Alfredo                            | Imanol Uribe              |
| 1993 | Mi hermano del alma                      | Guardia Civil                      | Mariano Barroso           |

### Cortometrajes
| Año  | Título                         | Personaje                    | Dirección                          |
| ---- | ------------------------------ | ---------------------------- | ---------------------------------- |
| 1990 | La cueva de las estrellas      |                              | Vicente Feliú                      |
| 1994 | Carranze                       |                              | José García Hernández              |
| 1997 | Delirios y mentiras            | Él                           | Miguel Olid                        |
| 1998 | El carromato                   | Padre                        | Gabriel Olivares                   |
| 1999 | Cosas nuestras                 | Gonzalo                      | José Pascual                       |
| 2000 | Para pegarse un tiro           | Sicario                      | Gustavo Vallecas                   |
| 2000 | El infanticida                 | Adulticida                   | Pilar Ruiz-Gutiérrez               |
| 2001 | Mala espina                    | Juan                         | Belén Macías                       |
| 2004 | Balada para un adiós           |                              | Carlos Duarte                      |
| 2005 | Las viandas                    | Hombre Solitario             | José Antonio Bonet                 |
| 2006 | Nana mía                       | Marcos                       | Verónica Cerdán Molina             |
| 2006 | El castigo                     | Padre                        | Isabel de Ayguavives               |
| 2007 | Monstruo                       | Padre                        | Zoe Berriatúa                      |
| 2007 | El carterista                  | Martín                       | José Fresnadillo                   |
| 2008 | Susurros                       | Sr. Valenzuela               | Carlos Castel                      |
| 2009 | Burbuja                        | Padre de Marga               | Pedro Casablanc y Gabriel Olivares |
| 2009 | La patrulla perdida            | Capitán                      | Guillermo Rojas                    |
| 2012 | El hijo                        | Paco                         | Venci Kostov                       |
| 2012 | La media vuelta                | Emilio                       | Fernando Franco                    |
| 2012 | Y la muerte lo seguía          | Borracho                     | Ángel Gómez Hernández              |
| 2016 | Leica Story                    | Antonio Lorente              | Raúl Mancilla                      |
| 2016 | Camada                         | Cosme                        | Daniel Martín Novel                |
| 2016 | Al margen                      | El                           | Tania Gongar                       |
| 2016 | La noche de todos los santos   | Teniente de la Guardia Civil | Gustavo Vallecas                   |
| 2017 | Uno                            | Emilio                       | Javier Marco                       |
| 2017 | El extraño caso del Dr. Toñito | Narrador (voz)               | José Manuel Serrano Cueto          |
| 2018 | El emisario                    | Hermann Goering              | Ignacio Oliva                      |
| 2018 | León y Morgana                 | León                         | Enrique Leal Leal                  |
| 2018 | Congénita                      | Roberto                      | Polo Menárguez                     |
| 2019 | La higuera                     | Terrateniente                | Mikel Mas Bilbao                   |
| 2020 | A la cara                      | Patrón                       | Javier Marco                       |
| 2020 | Palmera seca                   | El marqués                   | Jesús Ponce                        |
| 2022 | Takbir                         | Inspector José Olmedo        | Jordi Calvet San José              |
| 2022 | Ayúdame                        | Pedro                        | Cristian Beteta                    |
| 2022 | Padre                          | Marilyn                      | Iván J Díaz                        |
| 2023 | Extraña forma de vida          | Carpintero                   | Pedro Almodóvar                    |

### Series de televisión
| Año       | Título                              | Personaje                                      | Canal                  |
| --------- | ----------------------------------- | ---------------------------------------------- | ---------------------- |
| 1994      | ¡Ay, Señor, Señor!                  | Genaro                                         | Antena 3               |
| 1996      | Éste es mi barrio                   |                                                | Antena 3               |
| 1997      | Querido maestro                     | Conocido de Salva                              | Antena 3               |
| 1998      | Manos a la obra                     | Atracador                                      | Antena 3               |
| 1998      | Hermanas                            | Ramón                                          | Telecinco              |
| 1999      | Compañeros                          | Julián                                         | Telecinco              |
| 1999      | Periodistas                         | Marido maltratador                             | Telecinco              |
| 2000-2003 | Policías, en el corazón de la calle | Manuel Klimov «el Ruso»                        | Antena 3               |
| 2002      | Padre coraje                        | Gonzalo                                        | Antena 3               |
| 2003      | El pantano                          | Alejandro                                      | Antena 3               |
| 2004      | Mis adorables vecinos               |                                                | Antena 3               |
| 2004      | El comisario                        | Alejandro/Andrés Torres                        | Telecinco              |
| 2005      | Motivos personales                  | Pablo Acosta                                   | Telecinco              |
| 2006      | Tirando a dar                       |                                                | Telecinco              |
| 2006      | Génesis, en la mente del asesino    | Ernesto Abad                                   | Cuatro                 |
| 2006-2007 | Los hombres de Paco                 | Adolfo Torres                                  | Antena 3               |
| 2007      | RIS Científica                      | Damián Bermejo                                 | Telecinco              |
| 2008-2011 | Hospital Central                    | Dr. Fernando Mora                              | Telecinco              |
| 2009      | Paquirri                            | Médico de Pozoblanco                           | Telecinco              |
| 2010      | La princesa de Éboli                | Mateo Vázquez                                  | Antena 3               |
| 2011      | Los misterios de Laura              | Padre Ángel Pisano «Señor Verde»               | La 1                   |
| 2011      | Doctor Mateo                        | Pascual                                        | Antena 3               |
| 2011      | El asesinato de Carrero Blanco      | Sánchez                                        | La 1, ETB2             |
| 2011      | Ángel o demonio                     | Gerardo                                        | Telecinco              |
| 2012      | Estudio 1                           | Rojo                                           | La 1                   |
| 2012-2013 | Isabel                              | Arzobispo de Toledo, Alfonso Carrillo de Acuña | La 1                   |
| 2013      | Balas perdidas                      | Johnson                                        | Canal 7 Buenos Aires   |
| 2013      | Mario Conde, los días de gloria     | Mariano Rubio                                  | Telecinco              |
| 2014-2015 | Amar es para siempre                | Damián Blasco Segarra                          | Antena 3               |
| 2015      | Los nuestros                        | Coronel Villegas                               | Telecinco              |
| 2015-2016 | Mar de plástico                     | Juan Rueda                                     | Antena 3, Prime Video  |
| 2016      | Cannabis                            | El Feo                                         | Arte France            |
| 2017      | Vida privada                        | Baró de Falset                                 | TV3                    |
| 2017      | Gunpowder                           | Condestable de Castilla                        | BBC One                |
| 2017      | El ministerio del tiempo            | Francisco de Goya                              | La 1                   |
| 2018      | Cuéntame cómo pasó                  | Guillermo Saavedra                             | La 1                   |
| 2018      | Félix                               | Policía corrupto                               | Movistar+              |
| 2018-2019 | Todo por el juego                   | Fernando Saldaña                               | Prime Video            |
| 2019      | Vida perfecta                       | Ricardo                                        | Movistar+              |
| 2019      | Toy Boy                             | Inspector Zapata                               | Antena 3, Netflix      |
| 2019      | Matadero                            | Aguirre                                        | Antena 3               |
| 2020      | White Lines                         | Andreu Calafat                                 | Netflix                |
| 2020      | Mira lo que has hecho               | Payaso Costo                                   | Movistar+              |
| 2021      | La Fortuna                          | Embajador Arribas                              | Movistar+              |
| 2021      | Libertad                            | Anastasio                                      | Movistar+              |
| 2021      | Los herederos de la tierra          | Galceran Destorrent                            | Netflix                |
| 2022      | Mentiras pasajeras                  |                                                | Paramount+             |
| 2022      | Vanda                               | Eremita                                        | OPTO                   |
| 2022      | Días mejores                        | Pedro                                          | Telecinco, Prime Video |
| 2023      | Vestidas de azul                    | Antonio                                        | Atresplayer Premium    |
| 2023      | Los Farad                           | Leo Farad                                      | Prime Video            |
| 2024      | Querer                              | Iñigo Gorosmendi                               | Movistar+              |

### Teatro

#### Como actor
- Decadencia, de Steven Berkoff, junto con Maru Valdivieso. Dirigida por él, Pedro Casablanc
- Esperando a Godot, de Samuel Beckett. Dirigida por Alfonso Zurro. Teatro de la Jácara (1989).
- Las de Caín, de Serafín y Joaquín Álvarez Quintero. Dirigida por Miguel Narros. Centro Andaluz Teatro (1990).
- Don Juan Tenorio, de José Zorrilla. Dirigida por Ángel Facio. Centro Andaluz Teatro y Goliardos (1991).
- Una cuestión de azar, de Jesús Cracio y Yolanda Murillo. Dirigida por Jesús Cracio. Centro Andaluz Teatro (1992).
- El gran inquisidor, de Dostoievski. Dirigida por George Tabori. Centro Andaluz Teatro (1992).
- Retablo de la avaricia, la lujuria y la muerte, de Ramón María del Valle Inclán. Dirigida por José Luis Gómez. Teatro de La Abadía (1995).
- María Estuardo, de Schiller. Dirigida por María Ruiz. Teatro del Olivar (1996).
- Fausto, de Goethe. Dirigida por Götz Loepelman. Teatro de La Abadía (1997).
- La noche XII, de William Shakespeare. Dirigida por Gerardo Vera. Teatro de La Abadía (1997).
- El señor Puntila y su criado Matti, de Bertolt Brecht. Dirigida por Rosario Ruiz. Teatro de La Abadía.
- La dama duende, de Calderón de la Barca. Dirigida por J. L. Alonso de Santos. Compañía Nacional de Teatro Clásico y Pentación (2000).
- Casa de muñecas, de Henrik Ibsen. Dirigida por María Ruiz. Prod. Teatrales Contemporáneas (2001).
- La gaviota, de Chéjov.  Dirigida por Amelia Ochandiano. Teatro de la Danza (2002)
- Las comedias bárbaras, de Ramón María del Valle Inclán. Dirigida por Bigas Luna (2003)
- Aquí no paga nadie, de Darío Fo. Dirigida por Esteve Ferrer (2004)
- Últimas palabras de Copito de Nieve, de Juan Mayorga. Dirigida por Andrés Lima. Animalario (2004-2006)
- Bonhomet y el cisne, ópera de Eduardo Pérez Maseda. Dirigida por Tomás Muñoz (2006)
- Hamelin, de Juan Mayorga.  Dirigida por Andrés Lima.  Animalario (2006)
- Antígona o la felicidad. Dirigida por Pedro Casablanc (2006)
- Marat-Sade, de Peter Weiss. Dirigido por Andrés Lima. Centro Dramático Nacional y Animalario (2007)
- Conte d´hivern de Shakespeare. Director: Ferran Madico. Festival Grec Barcelona (2007)
- El rey Lear de Shakespeare. Director: Gerardo Vera. Centro Dramático Nacional.(2008)
- Edipo, una trilogía: Edipo Rey, Edipo en Colono y Antígona de Sófocles. Director: Georges Lavaudant. Festival de Mérida.(2009)
- El arte de la comedia. Director: Carles Alfaro. Autor: Eduardo De Filippo (2010)
- José K. Torturado. Director: Carles Alfaro. Autor: Javier Ortiz. Teatro Español (2012)
- Hamlet de Shakespeare. Director: Will Keen. Teatro Español-Matadero (2012)[2]
- Babel de Andrew Bovell. Director: Tamzin Townsend. Teatro Marquina.(2012)

#### Como director
- Retablo de comediantes, de Alfonso Zurro. (1992).
- Don Quijote, de Miguel de Cervantes. Producción Expo 1992.
- ¡Ay, Carmela!, de José Sanchis Sinisterra (2001).
- El tren holandés, de Amiri Baraka (2004).
- Antígona o la felicidad (2006)
- Extremities (2012)

## Premios
- Premio de la Unión de Actores al mejor actor secundario de teatro por El señor Puntilla y su criado Matti en 1998.
- Nominado al Premio de la Unión de Actores al mejor actor secundario de TV por Policías, en el corazón de la calle en 2000.
- Premio de la Unión de Actores al mejor actor secundario de TV por Policías, en el corazón de la calle en 2001.
- Nominado al Premio de la Unión de Actores al mejor actor secundario de TV por Motivos personales en 2005.
- Premio al Mejor actor en el Festival Internacional de Cine de Las Palmas de Gran Canaria por El mundo que fue y el que es en 2011[3]
- Premio Ceres al Mejor actor en el Festival Internacional de Teatro Clásico de Mérida por Los cuentos de la peste y Hacia la alegría en 2015[4]
- 2016: Premio Sant Jordi al mejor actor en película española por B, la película.[5]
- Premio Ondas (2016) al mejor actor por Mar de plástico.[6]
- Premio ‘Una vida de cine’ (2016), 21 Certamen Audiovisual de Cabra (Córdoba), homenaje a toda una carrera en el mundo del audiovisual, el cine, teatro y la televisión[7]
- Nominado al Premio Feroz 2017 al Mejor Actor Protagonista en una Serie por Mar de Plástico.[8]
- Premio Fugaz al cortometraje español 2019 a Mejor Actor por Uno.
- 2024: Premio Talía mejor actor por la obra de teatro, Don Ramón María del Valle-Inclán, a través de Ramón Gómez de la Serna.[9]
- Nominado al Premio Feroz 2024: al Mejor Actor Protagonista en una serie por Querer.
- Premio Forqué mejor interpretación masculina en una serie de ficción 2024, por la serie Querer.